# La favorita (telenovela)
La favorita (en portugués A favorita) es una telenovela brasileña producida y emitida por TV Globo. Fue emitida desde el 2 de junio de 2008 al 16 de enero de 2009, reemplazando a Dos caras y siendo sucedida por India, una historia de amor. 
Escrita por João Emanuel Carneiro, con la colaboración de Denise Bandeira, Fausto Galvão, Márcia Prates y Vincent Villari, dirigida por Gustavo Fernández, Paulo Silvestrini, Pedro Vasconcelos, Roberto Naar, Roberto Vaz, Isabella Secchin y Marco Rodrigo, con la dirección general y núcleo de Ricardo Waddington.
Protagonizada por Claudia Raia y Carmo Dalla Vecchia, coprotagonizada por Mariana Ximenes y Cauã Reymond con las participaciones antagónicas de Patricia Pillar, Murilo Benício, Ary Fontoura y Jackson Antunes. Cuenta con las actuaciones estelares de los primeros actores Mauro Mendonça, Glória Menezes, José Mayer, Elizângela, Tarcísio Meira y Lília Cabral. Además con las actuaciones de Deborah Secco, Christine Fernandes, Thiago Rodrigues, Taís Araújo y Giulia Gam.

## Historia

### Sinopsis
Dos mujeres. Una dupla sertaneja. Un crimen del pasado. Dos versiones de una misma historia. ¿Quién está diciendo la verdad?

### Primera fase
La trama central de la telenovela se basa en Flora, quien fue condenada a 18 años de prisión por el asesinato del marido de Donatela, su mejor amiga y compañera en el dúo musical que formaban.
Al salir de prisión, luchará para probar su inocencia, acusando a la examiga del crimen por el cual ella debió pagar con su libertad. Donatela, por su parte, fue quién crio a Lara, la hija de Flora con su marido muerto, única heredera de un imperio de papel y celulosa. Dio también refugio al exrepresentante Silverio, empleándolo como mayordomo.
El dúo Chispa y Espoleta llegó a ser exitoso en la época, pero su carrera es interrumpida después de una gira, en que las dos conocen a los amigos Marcelo y Dodi, con quienes se ponen de novias y se comprometen.
Donatela se casa con el millonario Marcelo, hijo del poderoso Gonzalo Fontini, dueño de una industria de papel y celulosa, y Flora se casa con Dodi, un hombre sin escrúpulos que trabaja en la empresa del padre de su amigo.
La felicidad de Donatela y Marcelo dura poco. El primer hijo del matrimonio, Mateo, es secuestrado con dos años de edad y nunca aparecerá. Desde entonces, la relación de la pareja se enturbiará y ya no será la misma.
Flora, por su parte, se separa de Dodi y tiene un romance con Marcelo, como consecuencia del cual queda embarazada y da a luz una niña, Lara, lo que agrava la crisis entre Donatela y Marcelo y, más que nada, entre las dos amigas.
En plena discordia entre Flora y Donatela, Marcelo es asesinado con tres tiros disparados con el revólver que, según una testigo, estaba en la mano de Flora. Pillada in fraganti, es arrestada y separada, drásticamente, de su hija Lara, en la época, con solo tres años de edad.
Unidas en el pasado, Donatela y Flora toman rumbos completamente diferentes.
Flora, condenada a 18 años de prisión por el asesinato de Marcelo, considera que Donatela le quitó todo lo que tenía: a Marcelo, su promesa de felicidad y a Lara, su única hija, que para colmo, le dice “madre” a la "asesina" de su padre, todo ello desde el punto de vista de Flora, quien siempre afirmó que fue presa por un crimen que no cometió.
Con la salida de Flora de prisión, Lara más que nunca se vuelve el centro de disputa entre las dos mujeres que, un día, fueron amigas. Mientras que la misión en la vida de Flora será aproximarse a su hija de nuevo, Donatela hará de todo para impedir que eso suceda.

### Segunda fase
Ante la amenaza de Donatella, Flora responde:.-No lo harás, tú no tienes valor, no eres una asesina cómo yo. Así es como a través del flashback de Donatella vemos que fue Flora quien mató a Marcelo. Luego Donatella es engañada por Dodi quien está aliado con Flora y se encuentra con el doctor Salvatore, a quien Flora mata de tres disparos con el arma que anteriormente Donatella le había apuntado, así que las huellas en el arma son de Donatella, y ella es inculpada por este crimen.
Donatella es llevada al reclusorio y es torturada por Zezé (Docimar Moreyra) la amiga de Flora. Luego Diva le dice que tiene un plan que es hacerse pasar por ella para poder escapar y tras un incendio en la celda de Donatella todo piensan que ella murió y Donatella piensa que es Diva la que murió pero es una de las presas. Donatella va a al bar de Pepe Molinos para esconderse ahí. Luego de un tiempo se va a la granja de Augusto César, un pobre señor que enloqueció y piensa que a Rossana se la llevaron los extraterresteres. Cuando llega Donatella, él asegura que es Rossana que volvió de su misión y su hijo Shiva sabe que no es su madre pero luego de un tiempo le tomará afecto.

## Reparto
| Actor                | Personaje                                       |
| -------------------- | ----------------------------------------------- |
| Cláudia Raia         | Donatela Pereira Fontini (Diva/Chispa)          |
| Patricia Pillar      | Flora Pereira da Silva (Sandra Maia / Espoleta) |
| Murilo Benício       | Dodi (Eduardo Gentil)                           |
| Mariana Ximenes      | Lara Pereira Fontini                            |
| Deborah Secco        | Maria do Céu Ferreira da Silva / Pâmela Queiroz |
| Taís Araújo          | Alícia Rosa                                     |
| Carmo Dalla Vecchia  | Zé Bob (José Roberto Duarte)                    |
| Cauã Reymond         | Halley Gonzaga da Silva / Mateus Fontini        |
| Thiago Rodrigues     | Cassiano Copola Mendonça                        |
| José Mayer           | Augusto César                                   |
| Glória Menezes       | Irene Fontini                                   |
| Tarcísio Meira       | Frederico Copola                                |
| Ângela Vieira        | Arlete                                          |
| Christine Fernandes  | Rita Porto                                      |
| Chico Díaz           | Átila Mendonça                                  |
| Lília Cabral         | Catarina Copola Monteiro                        |
| Ary Fontoura         | Silveirinha (Francisco Silveira)                |
| Mauro Mendonça       | Gonçalo Fontini                                 |
| Milton Gonçalves     | Romildo Rosa                                    |
| Cláudia Ohana        | Cida Copola (Maria Aparecida Marelo Copola)     |
| Elizângela           | Cilene (Jucilene Maria Gonzaga)                 |
| Genézio de Barros    | Pedro Pereira da Silva                          |
| Iran Malfitano       | Orlandinho (Orlando Queiroz)                    |
| Leonardo Medeiros    | Elias Filho                                     |
| Mário Gomes          | Gurgel (Francisco Gurgel)                       |
| Paula Burlamaqui     | Stela                                           |
| Suzana Faini         | Iolanda Marelo Copola                           |
| Rosi Campos          | Tuca (Tereza)                                   |
| Alexandre Schumacher | Norton                                          |
| Aramis Trindade      | Clemente                                        |
| Malvino Salvador     | Damião                                          |
| Bel Kutner           | Amelinha (Amélia Mendonça Gurgel)               |
| Clarice Falcão       | Mariana Copola Monteiro                         |
| Emanuelle Araújo     | Manu (Manuela Ferreira)                         |
| Fabrício Boliveira   | Didu (Eduardo Rosa)                             |
| Gisele Fróes         | Lorena Copola Mendonça                          |
| Giovanna Ewbank      | Sharon (Maria do Perpétuo Socorro)              |
| Graziella Schmidtt   | Tina                                            |
| Jackson Antunes      | Leonardo Monteiro (Léo)                         |
| Jean Pierre Noher    | Pepe Molinos                                    |
| Miguel Rômulo        | Shiva Lênin Costa                               |
| Rui Resende          | Pereira                                         |
| Selma Egrei          | Dulce Porto                                     |
| Raquel Galvão        | Melissa                                         |
| Ana Roberta Gualda   | Greice Ferreira da Silva                        |
| Thiaré Maia          | Luma                                            |
| Alexandre Nero       | Vanderlei                                       |
| Eduardo Mello        | Domênico Copola Monteiro                        |
| Hanna Romanazzi      | Camila Porto                                    |
| Luiz Bacelli         | Darcy Queiroz                                   |
| Cleide Queiroz       | Antônia                                         |
| Walmor Chagas        | Salvatore                                       |
| Docimar Moreyra      | Zezé                                            |
| Renan Mayer          | Tiago Mendonça Gurgel                           |
| Sofia Terra          | Carolina Mendonça Gurgel                        |

### Estrellas invitadas
| Nelson Xavier  | Edivaldo Ferreira da Silva                                                        |
| Babu Santana   | cobrador de rentas                                                                |
| Helena Ranaldi | Dedina                                                                            |
| Suely Franco   | Geralda Queiroz                                                                   |
| Juliana Paes   | Maíra (dado de baja del elenco para actuar en Caminho das Indias de Glória Perez) |